# آتنا فرخزاد
آتنا فرخزاد (زادهٔ ۲۳ اوت ۱۹۸۳) شاعر، نویسنده، و مترجم ایرانی-سوئدی است. او نخستین بار در سال ۲۰۱۳ با انتشار مجموعهٔ شعری به نام «عوارض سفید» (به سوئدی: Vitsvit) شناخته شد. او در شعرهایش به موضوعاتی چون نژادپرستی، برترپنداری نژاد سفید، مهاجرت، و مبارزات ایدئولوژیکی می‌پردازد.
فرخزاد متولد تهران است، در یوتبری سوئد بزرگ شده، و اکنون در حومهٔ استکهلم زندگی می‌کند. او با فروغ و فریدون فرخزاد نسبتی ندارد.